# Metal progresivo
El metal progresivo (en inglés progressive metal, o prog metal) es un género musical que fusiona el rock progresivo y metal con cualquiera de sus variantes, como thrash metal, death metal, entre otros.

## Características
El metal progresivo incluye las guitarras y la dureza del heavy metal, combinado con las características rítmicas e influencias del rock progresivo, distinguiéndose por sus frecuentes cambios de tiempo y los patrones en la batería.
La base es aquí el rock progresivo, por lo que es frecuente que algunas bandas (sobre todo de la parte menos heavy como Dream Theater en sus primeros discos) oscilen en la línea de separación entre el rock progresivo y el metal progresivo. Los elementos que están presentes son frecuentes cambios de compás y diferentes tipos de amalgamas, modo de la música, improvisaciones, una gran técnica por parte de los músicos, la aparición progresiva de instrumentos, líneas de bajo complejas, etc.

## Inicios
Los antecedentes de su origen pueden encontrarse en la banda Rush (que a la larga sería una de las mayores influencias), quienes mezclaban rock progresivo y hard rock en sus discos A Farewell to Kings (1977) y Hemispheres (1978). King Crimson, en sus discos The Court of the Crimson King (1969), Larks' Tongues in Aspic (1973) y Red (1974) mostraba un sonido más agresivo. Sin embargo la primera agrupación en lograr mezclar de manera efectiva y equilibrada la pesadez con la progresividad fue la banda alemana de corta vida Night Sun, activos desde 1970 hasta 1973, lanzaron su único trabajo discográfico Mournin' en 1972, en el cual se percibe la progresividad de King Crimson aplicada a los riffs densos y oscuros de Black Sabbath.

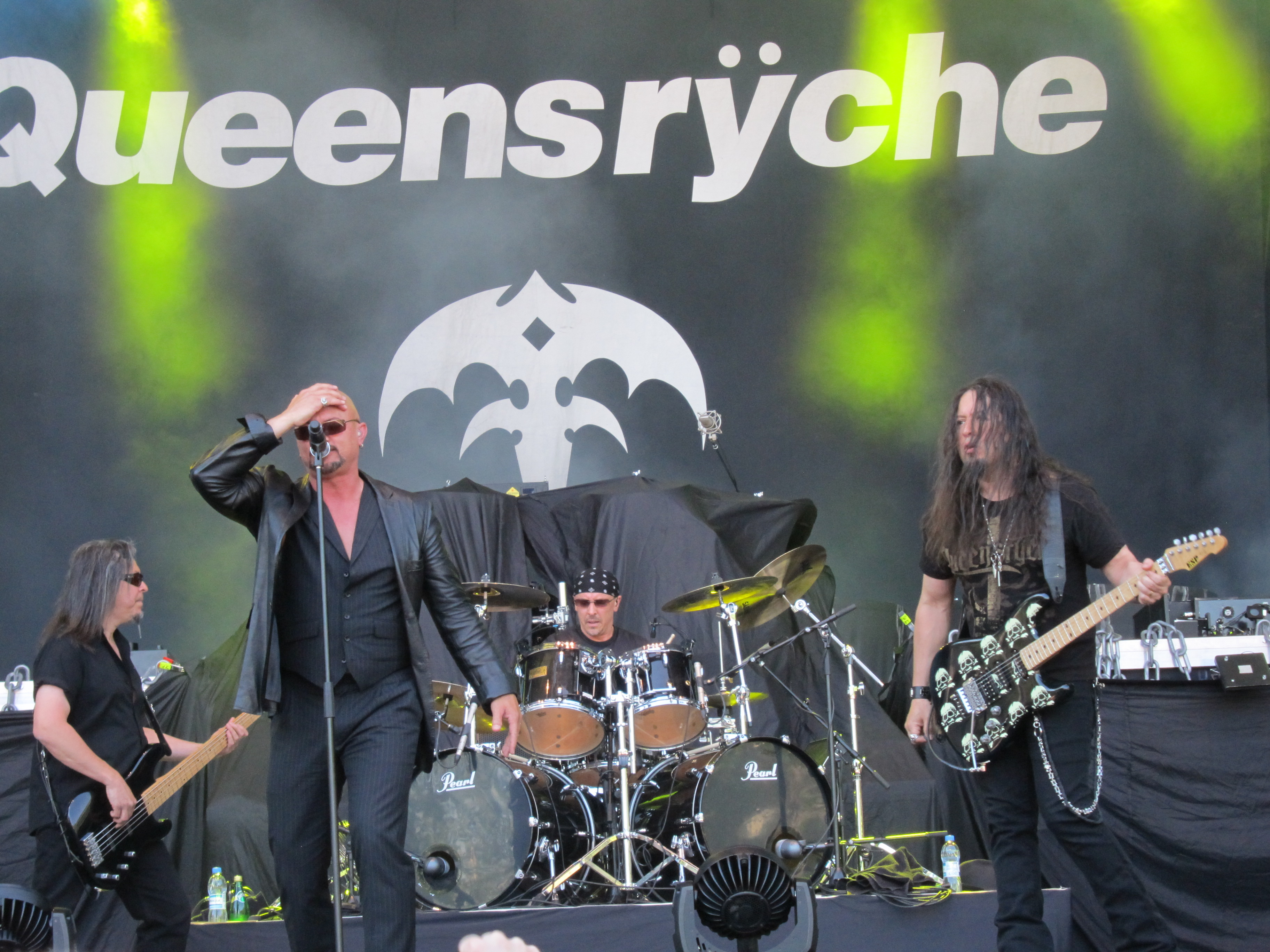
Queensrÿche, pioneros del metal progresivo en los 80.

Pero fue en la década de 1980 que el género apareció como tal. 
En 1985 Watchtower grabó Energetic Disassembly, un disco lleno de cambios de tiempo y pasajes complejos, junto a una técnica más allá de lo usual. Es quizás el primer álbum en hacer una amalgama entre el progresivo y el metal más duro de la época. Mientras tanto, Fates Warning partía como una banda de heavy metal influenciado por Iron Maiden, pero poco a poco se acercaría al progresivo con el disco Awaken the Guardian en 1986, aunque finalmente puliría y definiría su estilo con el álbum No Exit de 1988, y Perfect Symmetry, en 1989. También en 1989 contribuiría decisivamente al género Savatage con su álbum Gutter Ballet.
Queensrÿche, otra banda pionera, lanzó el álbum conceptual Operation: Mindcrime el año 1988, que fue un éxito de ventas, alcanzando el puesto 58 en el Reino Unido. Posteriormente, en 1990 Queensrÿche lanzó el disco Empire y el sencillo Silent Lucidity, el cual se convirtió en un gran éxito en MTV. A comienzos de los años 1990 el metal progresivo cosechó uno de sus grandes éxitos (tanto musical como comercial) con el álbum de Dream Theater Images and Words el cual vendió millones de copias en todo el mundo.

## Desarrollo
Después de este éxito, aparecieron otras bandas de metal progresivo, como Shadow Gallery con su álbum debut homónimo, y los daneses Royal Hunt con Land of Broken Hearts (ambos discos lanzados el año 1992), quienes estaban influenciados por el metal neoclásico y sinfónico. Más adelante Symphony X lanzó el disco The Divine Wings of Tragedy, que los posicionó mezclando el progresivo con el neoclásico. 
También cabe destacar el caso de los españoles Avalanch, quienes empezaron como una banda de power metal pero que desde el lanzamiento del disco Los poetas han muerto adquirieron un sonido más progresivo, combinando heavy metal con rock moderno, metal alternativo y en cierta medida pop.

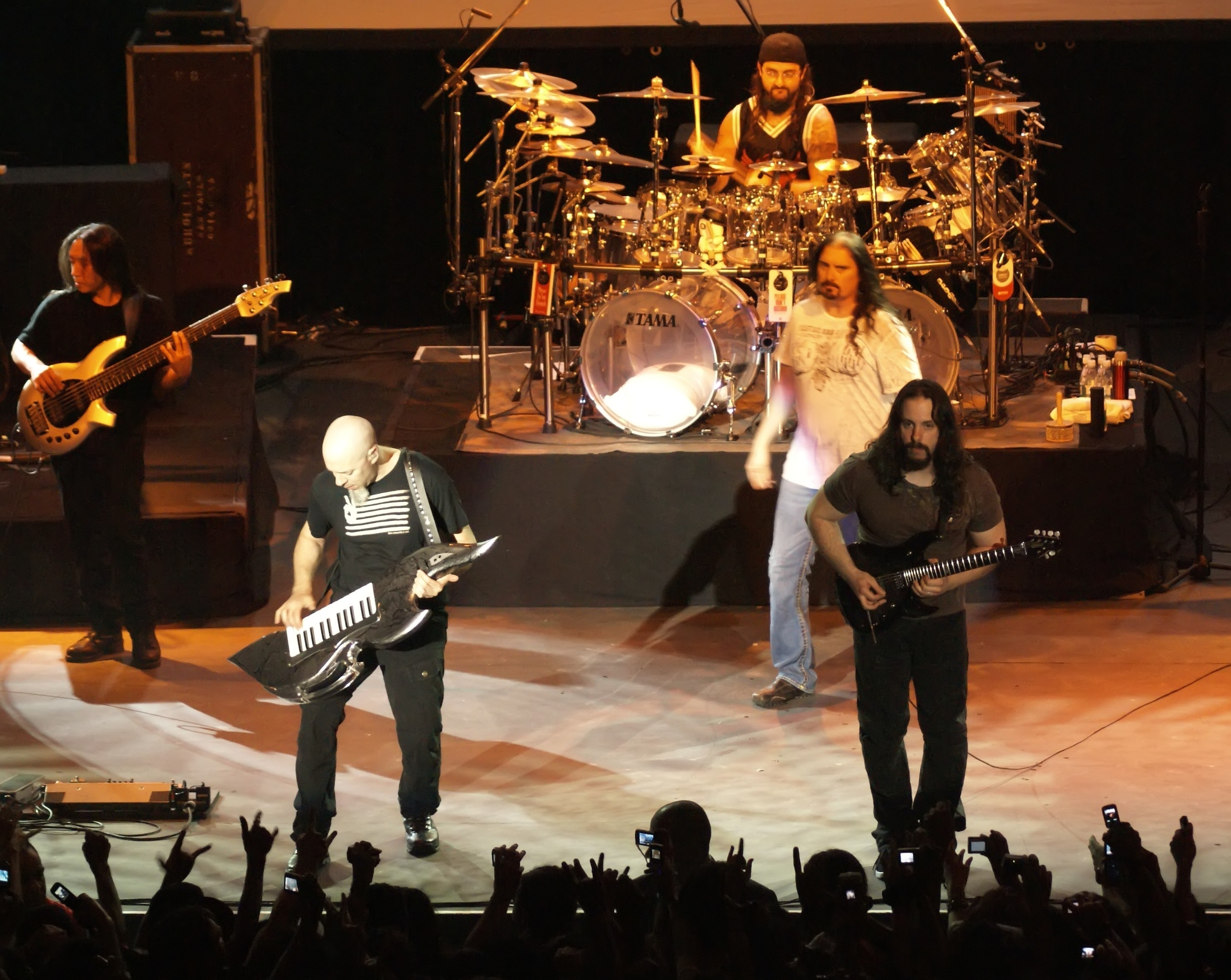
Dream Theater, una de las primeras y más famosas bandas de metal progresivo, en Río de Janeiro, 2006.

Van apareciendo más grupos, como Pain of Salvation, Ayreon y Andromeda.
De forma paralela, otras variantes del heavy metal van agregando elementos progresivos. Watchtower fue el primero en hacerlo con thrash metal, con una técnica mayor que lo común. 
La banda canadiense Voivod se acerca al estilo con Killing Technology, de 1987, y que avanzaría con Dimension Hatröss al año siguiente. Toxik sigue la línea con Think This en 1989. Mekong Delta comenzó con un thash metal caótico y disonante en su álbum debut homónimo (1987), pero fueron influenciados por la música clásica en sus discos posteriores. Nevermore apareció mezclando thrash metal, groove metal y metal progresivo en su disco The Politics of Ecstasy en 1996.

## Subgéneros
Como muchos de los subgéneros del heavy metal, el metal progresivo podría ser dividido en un gran número de subgéneros, debido principalmente a que bandas de otros estilos incorporaron elementos progresivos en su sonido.

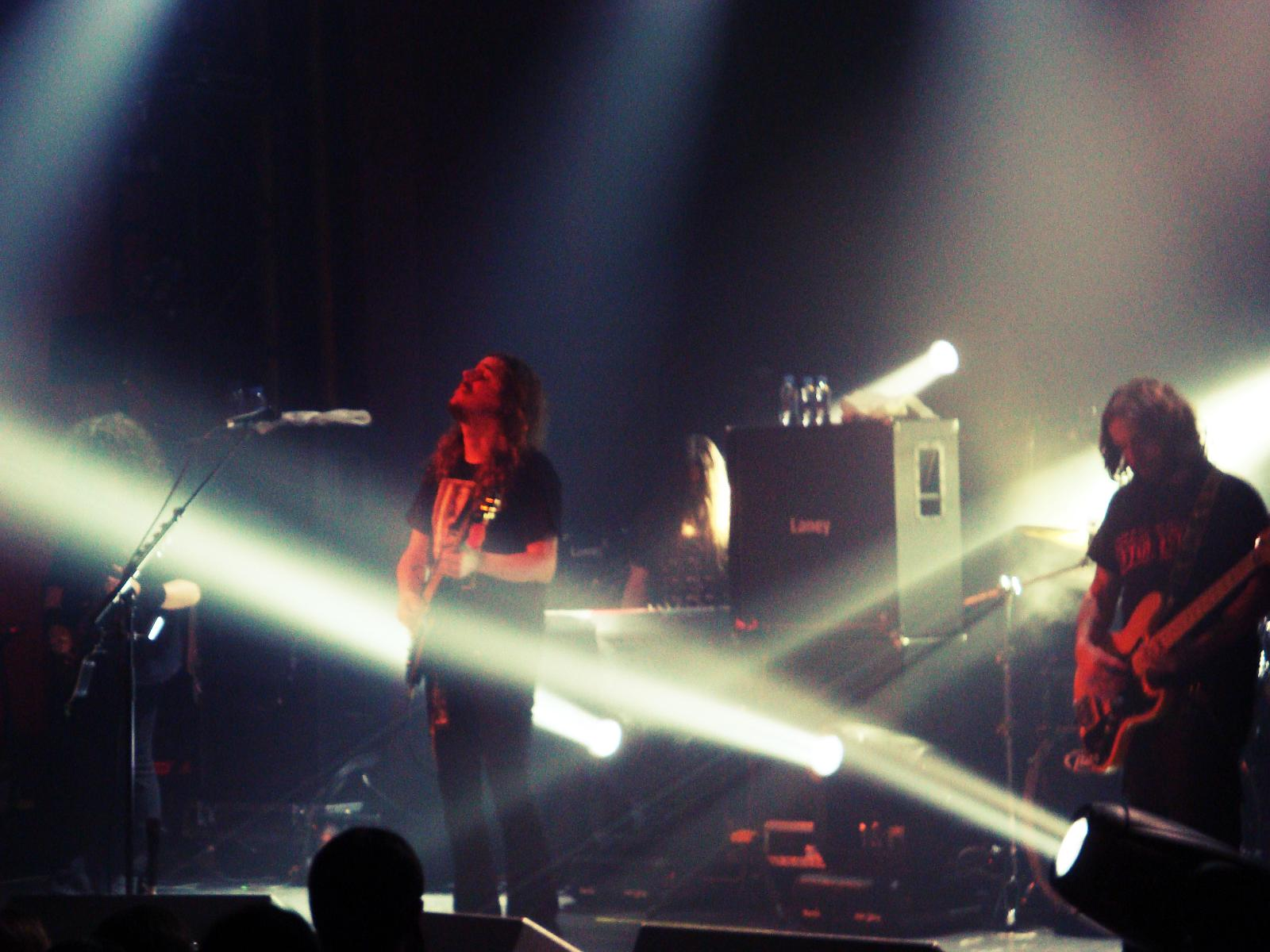
Opeth, banda de metal progresivo con influencias del death metal, en la Sala Apolo, 2008.

También en el thrash metal aparecen bandas de estilo thrash metal progresivo. La primera de éstas es Watchtower, con sus dos únicos discos: Energetic Disassembly (1985) y Control and Resistance (1987). También pueden citarse a Voivod, Toxik, Mekong Delta, Coroner (quienes incorporan música clásica también), y Nevermore, con un sonido más groove.
Opeth, Edge Of Sanity, Gojira y Necrophagist han mezclado metal progresivo con influencias del death metal, aunque de diversas formas. Cynic, Pestilence y Atheist incorporaron además jazz fusión. Wolverine también comenzó siendo una banda de death metal con su primer EP Fervent Dream (1999), pero rápidamente fueron volviéndose más progresivos, eliminando los rasgos de death metal de su primer disco en The Window Purpose (2001).
Casos aparte son, por un lado, la banda Tool, quienes influenciados por el metal y rock progresivo, más concretamente por King Crimson. Crearon un sonido en el que combinan la tabla y otras percusiones indias apoyadas por su baterista Danny Carey, fueron pasando a un metal progresivo en su disco Lateralus (2001) y 10.000 Days (2006). Por otro lado, la banda Mastodon, se caracteriza por una mezcla del sludge metal y el metal progresivo.

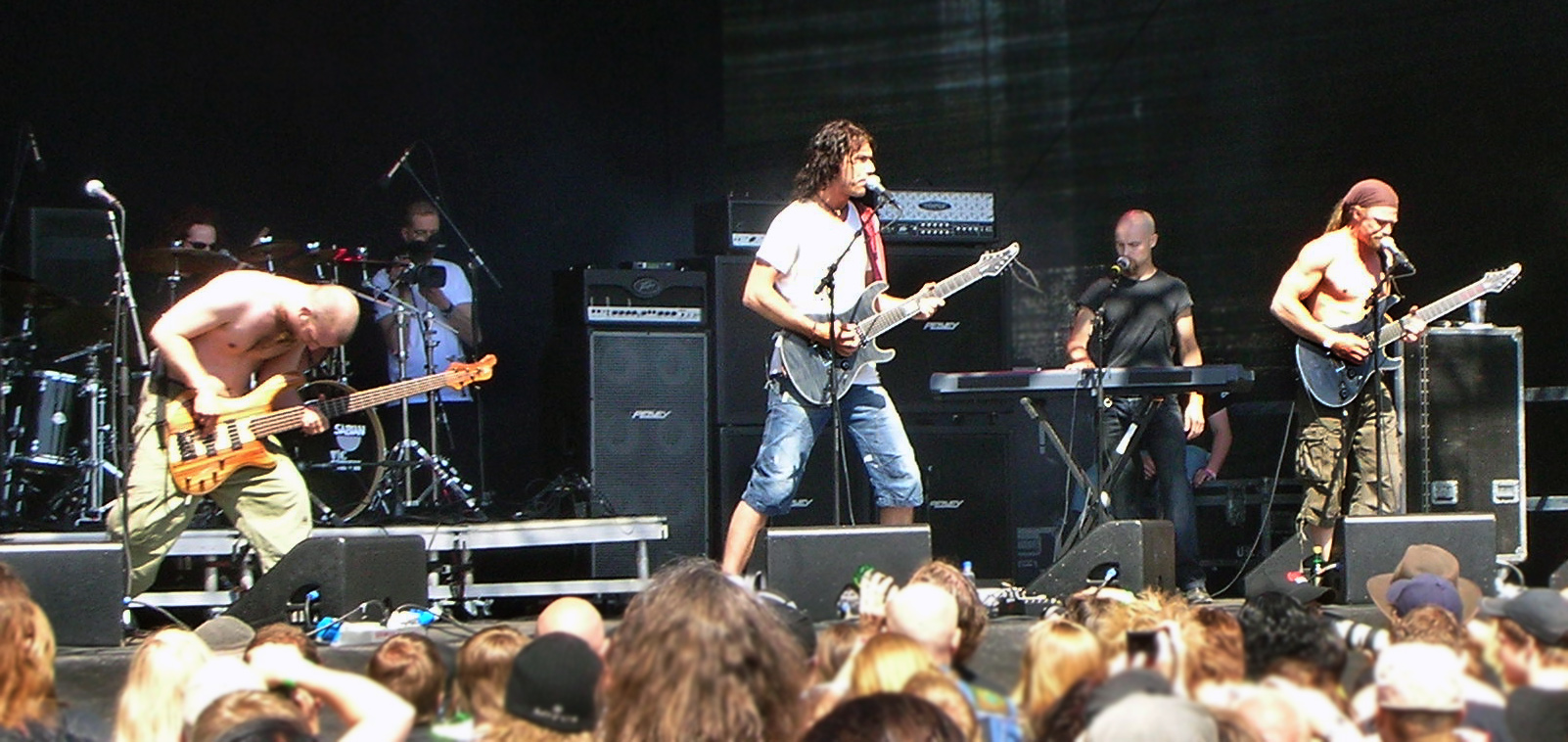
Pain of Salvation, en el festival de rock de Suecia, 2008.